# Догордон
Догордо́н — село в Хабаровском районе Хабаровского края. Входит в состав Куканского сельского поселения.
Село Догордон стоит на правом берегу реки Урми, примерно в 30 км выше пос. Кукан, между населёнными пунктами имеется грунтовая автодорога.

## Население
| 1992 | 2002 | 2010 | 2011 | 2012 | 2021 |
| ---- | ---- | ---- | ---- | ---- | ---- |
| 323  | ↘118 | ↘81  | →81  | ↗83  | ↘57  |